# 山王丸和恵
山王丸 和恵（さんのうまる かずえ、本名：水梨 和恵（みずなし かずえ）、1971年3月21日 - ）は日本テレビ元アナウンサー、現プロデューサー。

## 経歴
秋田県秋田市出身。秋田県立秋田高等学校、筑波大学第一学群社会学類卒業。「ジパングあさ6」で共演した橋本五郎、元プロ野球選手の石井浩郎（近鉄・巨人・ロッテで活躍）は秋田高校の先輩にあたる。
1993年4月、日本テレビに入社。その三か月後には、同期入社の角田久美子、藤井恒久と共に『TVおじゃマンボウ』にて『マンボウ探偵団』としてレギュラー出演を果たす。
1994年4月から『キユーピー3分クッキング』のアシスタントを担当（1999年4月まで）。また、秋山沙織の後任として『ズームイン!!朝!』のお天気キャスターを務めた（1996年9月まで）。
1996年10月より、永井美奈子の後任として『ジパングあさ6』の第4代目司会を担当。
2000年、『24時間テレビ』にてアフリカ・キリマンジャロから生中継でのリポートを担当。
2001年、日本テレビ制作技術局に勤務するカメラマンの水梨潤と結婚。 2003年7月、第一子となる長男の出産に伴って休業に入る。
2004年2月に復職したが、子育てを優先すべく同年12月の人事異動にて編成局編成センター編成部へ異動。
2008年2月17日、コンテンツ事業局通販事業部プロデューサーとして『あなたと日テレ』に出演。その後は通販番組『ポシュレデパート深夜店』『女神のマルシェ』等のプロデューサーを歴任。
2015年8月23日放送の『24時間テレビ』では、リポーターとして久々に出演した（山王丸が2000年に一度取材を行った、難病を抱えた女性がいるドイツ・ミュンヘンからの生中継）。
2021年4月29日から放送の連続ドラマ『声春っ!』のプロデューサーを務めた。

## 人物
- 中学・高校時代には、そのリーダーシップから生徒会役員を務めていた[1]。
- 高校時代のニックネームは「ライオン丸」。同級生によれば、「山王丸」の語呂とライオンのようなヘアースタイルが由来。
- 大学時代はラグビー部のマネージャーを務めた。小学生のころからラグビーファンで、弟もラグビーをプレーしていた[2]。
- 少女漫画を好む。スケバン刑事、成田美名子作品を特に愛読していた[3]。
- 1998年3月11日、司会を務めていた『ジパングあさ6』に遅刻している。代役は、その後の番組コーナーの打ち合わせ中だった鈴木君枝が務めた。

## 制作担当番組
- 声春っ!（プロデューサー）
- 僕は歌が歌いたい（プロデューサー）
- HKTBINGO!（製作委員会）
- キミモテロッジ〜家づくりで声優オーディション!?〜（IPプロデュース）
- 3D彼女 リアルガール（製作委員会）
- DASADA（プロデューサー）

## 出演番組
- ジパングあさ6
  - 木・金曜担当（1996年10月3日 - 1997年3月28日）
  - 月 - 水曜担当（1997年3月31日 - 2000年3月29日）
- TVおじゃマンボウ
- NNNニュースダッシュ
- からだ元気科
- ズームイン!!朝!（お天気キャスター）
- 正力杯学生柔道
- 高校サッカー
- キユーピー3分クッキング（アシスタント、1994年4月- 1999年4月）
- 峰竜太のホンの昼メシ前（ポシュレ）
- 恋のから騒ぎ（オープニングコント）
- NNNニュースプラス1（サブキャスター）
- NNNニュースプラス1・サタデー（お天気キャスター）
- NNNニューススポット
- 皇室日記
- あなたと日テレ
- TOKYO CLUB GANG
- BS名歌絶唱
- ザ・ワイド（特ダネファイル）
- 汐留スタイル!金曜担当
- 素顔が一番!
- うどんの国の金色毛鞠 第5話（なれーしょん）

## 著書
- 女子アナ日記「あこがれの裏側はかくも純情にして悲惨」の巻（山王丸和恵・角田久美子の共著）
- 女子アナにも程がある（山王丸和恵・魚住りえの共著）